# Stjernesnot
Stjernesnot er en fantasifuld betegnelse for de glinsende geléklatter, man særligt i milde perioder i vinterhalvåret kan finde i naturen. Den geléagtige substans er dog blot de opsvulmede æggeledere fra en hunfrø eller skrubtudse, som et rovdyr har efterladt efter at have fortæret resten af padden.
Man ved ikke, hvorfor rovdyrene åbenbart ikke finder paddernes æggeledere appetitlige. Der er dog ikke noget særlig næring i æggelederne, og måske smager de også grimt. Når æggelederne efterlades i det fri suger de væske til sig og svulmer op. Derved bliver de til de geléklatter, der mest af alt ligner resterne af en vandmand, men altså i folkemunde er blevet døbt Stjernesnot.
Rundt om i verden har man undret sig over dette naturfænomen siden middelalderen, og der er i tidens løb fremsat mange teorier om geléklatternes oprindelse. Allerede i middelalderen var der dog lærde, som forkastede teorien om, at stjernesnottet skulle være rester af meteorsværme til fordel for den mere jordnære æggeleder-forklaring.  Selvom man endnu ikke haft held til finde brugbar DNA i selve geléen, har undersøgelser af stjernesnot i flere tilfælde påvist tilstedeværelsen af paddeæg.
Man ved dog endnu ikke med sikkerhed om stjernesnottet efterlades i det fri ved, at rovdyrene gylper æggelederne op, eller om de starter med at pille dem ud af padden.